# Tyler Adams
Tyler Shaan Adams, född 14 februari 1999 i Wappinger, New York, är en amerikansk fotbollsspelare som spelar för Bournemouth i Premier League. Han representerar även det amerikanska landslaget, där han är lagkapten.